# Démocrates pour le Liechtenstein
Démocrates pour le Liechtenstein (en allemand : Demokraten pro Liechtenstein, abrégé en DpL) est un parti politique nationaliste et populiste du Liechtenstein.

## Histoire
Le parti naît le 21 septembre 2018 d'une scission avec Les Indépendants à la suite de l'exclusion du député Erich Hasler puis du départ d'Herbert Elkuch et Thomas Rehak et compte de fait trois députés au Landtag du Liechtenstein.
Lors des élections législatives de 2021, le parti remporte deux sièges de députés tandis que Les Indépendants disparaissent de la Diète.
Le parti s'illustre lors de la législature 2021-2025 en utilisant les outils existants de démocratie directe dans le pays avec le référendum et l'initiative populaire. Le parti commence en 2022 par soumettre une initiative exonérant les retraités de payer la franchise médicale annuelle de 500 francs suisses. Cette dernière est acceptée par 63,90 % des votants. Si c'est le petit parti extraparlementaire L'humain au centre (Mensch Im Mittelpunkt) qui lance le référendum, les Démocrates pour le Liechtenstein est le seul parti parlementaire qui soutient le « non » au référendum contre la loi santé et la « règle 2G », toujours en 2022. Ils remportent la victoire avec 52,73 % de non aux modifications de la loi votées par le parlement.
En 2023, le parti lance une initiative pour changer la loi sur le dossier électronique de santé en introduisant un système d'opt in de l'envoi du dossier électronique de santé à l'assurance maladie plutôt que le système alors en vigueur d'opt out où le citoyen doit signifier spécifiquement son envie de ne pas voir son dossier électronique envoyé automatiquement à l'assurance maladie. Le référendum est organisé le 21 janvier 2024 mais la position défendue par le parti échoue dans les urnes avec 53,95 % de non à son initiative. Toutefois, il se retrouve dans le camp des vainqueurs lors des deux autres votations organisées cette même journée puisqu'il est le seul parti parlementaire à avoir pris officiellement la position de rejeter les deux textes sur le photovoltaïque (non à 66,95%) et l'efficacité énergétique (non à 65,16%).
Le Démocrates pour le Liechtenstein déposent également le 7 juin 2023 une initiative populaire visant à modifier la constitution afin d'instaurer l'élection au scrutin direct et secret des membres du gouvernement, ces derniers devant ensuite être validés par le Landtag puis obtenir l'assentiment du prince. Le vote est organisé le 25 février 2024 mais le texte des Démocrates pour le Liechtenstein ne convainc pas l'électorat qui le rejette à hauteur de 68 %.
En 2024, le parti lance une initiative afin de privatiser la chaîne de radio publique nationale Radio L et récolte 
1 729 signatures valables. Le vote est fixé au 27 octobre 2024 et les Démocrates pour le Liechtenstein réussissent leur pari puisque 55,42 % des électeurs approuvent leur initiative. Le parti lance également un référendum contre les modifications législatives parlementaires de la loi sur le régime de retraite des entreprises de l'État (SBPVG) et dépose 1 962 signatures valides le 11 octobre 2024 auprès du gouvernement; ce dernier annonce le même jour que la votation nationale sera organisée le 1er décembre.
Sur les huit votations organisées en 2024, le parti a participé à la récolte de signatures ayant débouché sur 5 votes: le dossier électronique de santé, l'élection directe par le peuple du Gouvernement, l'adhésion du pays au FMI, la privatisation de Radio L et sur le régime de retraite des entreprises de l'État.

## Résultats électoraux

### Élections législatives
| Élection | Voix   | %     | Rang | Députés | Gouvernement |
| -------- | ------ | ----- | ---- | ------- | ------------ |
| 2021     | 22 476 | 11,14 | 4e   | 2 / 25  | Opposition   |
| 2025     | 48 370 | 23,32 | 3e   | 6 / 25  | Opposition   |

### Élections municipales
| Élection | Voix  | %    | Conseillers | Bourgmestres |
| -------- | ----- | ---- | ----------- | ------------ |
| 2019     | 3 119 | 2,16 | 1 / 115     | 0 / 11       |
| 2023     | 8 980 | 6,13 | 5 / 115     | 0 / 11       |